# Macrosiphoniella longirostrata
Macrosiphoniella longirostrata är en insektsart. Macrosiphoniella longirostrata ingår i släktet Macrosiphoniella och familjen långrörsbladlöss. Inga underarter finns listade i Catalogue of Life.